# 涙のツボ〜私は必ずコレで泣いてしまう!〜
『涙のツボ〜私は必ずコレで泣いてしまう!〜』（なみだのツボ〜わたしはこれでかならずないてしまう!〜）は、朝日放送（ABCテレビ）制作・テレビ朝日系列で放送されたバラエティ特別番組である。

## 内容
ゲストパネラーが全19名とする1人がプレゼンとして、絶対に泣いてしまうツボの話のVTRを見た後、泣ける話と感じた場合を共感ボタンの判定を、感じない場合を押さないと判定する。判定はゲストパネラー18名である。

## 放送日
JSTに含む
- 第1回：2010年7月2日金曜日20:00 - 21:48

## 出演者

### 司会
- 浜田雅功（ダウンタウン）
- 東野幸治

### パネラー

#### 第1回
- 和田アキ子
- 板東英二
- 森本レオ
- 山田優
- 小泉孝太郎
- 千秋
- 髙田延彦
- 木村祐一
- 宮迫博之（雨上がり決死隊）
- ゴリ（ガレッジセール）
- 陣内智則
- ビビる大木
- 河本準一（次長課長）
- 友近
- カンニング竹山
- はるな愛
- 平山あや
- 近藤春菜（ハリセンボン）
- スザンヌ

### ナレーション
- 関根明子

## スタッフ
- 構成：そーたに、村上卓史、松本真一、一文無隼人、木村タカヒロ、藤本昌平
- リサーチ：入江規允
- TD：石毛雄己
- CAM：五十嵐陽
- VE：武藤康広
- AUD：牧野正義
- 照明：藤井輝夫
- 美術制作：内藤佳奈子
- デザイン：坪田幸之
- 美術進行：横山勇
- 大道具：岩崎隆史、佐藤貴志
- アクリル装飾：石橋誉礼
- 電飾：井野岡利保
- マルチ：前島亮二
- スタイリスト：北田あつ子、中山美和
- ヘアメイク：興山洋子、吉田みわ
- EED：大沼一真
- MA：柴田敏幸
- 音効：佐藤賢治
- CG：姉川たく
- 編成：石橋義史（ABC）
- 宣伝：靭涼子・秋枝千絵（ABC）
- AD：徳永勝也、加用裕紀、一場孝夫、濱田禮徳、田中雄太、尾崎まなみ、宮森亮、宮浦理紗、表原由樹、高澤慶一、高橋尚史、森谷祥子
- AP：小笠原耕介（NET WEB）
- ディレクター：朝比茂信（ABC）、椎葉宏治（テレバイダー・エンタテインメント）、本間和美（NET WEB）、塩谷泰孝（シオプロ）、綿部裕基（ホールマン）、大坂倫代・佐藤裕司・相澤雄（NET WEB）
- 演出：松田裕士（NET WEB）
- プロデューサー：吉川知仁（ABC）、宮本稔久（よしもとクリエイティブ・エージェンシー）、江間浩司・村田聡子（NET WEB）
- チーフプロデューサー：辻史彦（ABC）
- 技術協力：スウィッシュ・ジャパン、プログレッソ、テクノマックス、ザ・チューブ、SPOT
- 美術協力：フジアール
- 収録スタジオ：東京タワースタジオ
- 制作協力：吉本興業、NET WEB
- 制作著作：ABC朝日放送